# Royal Ordnance L7

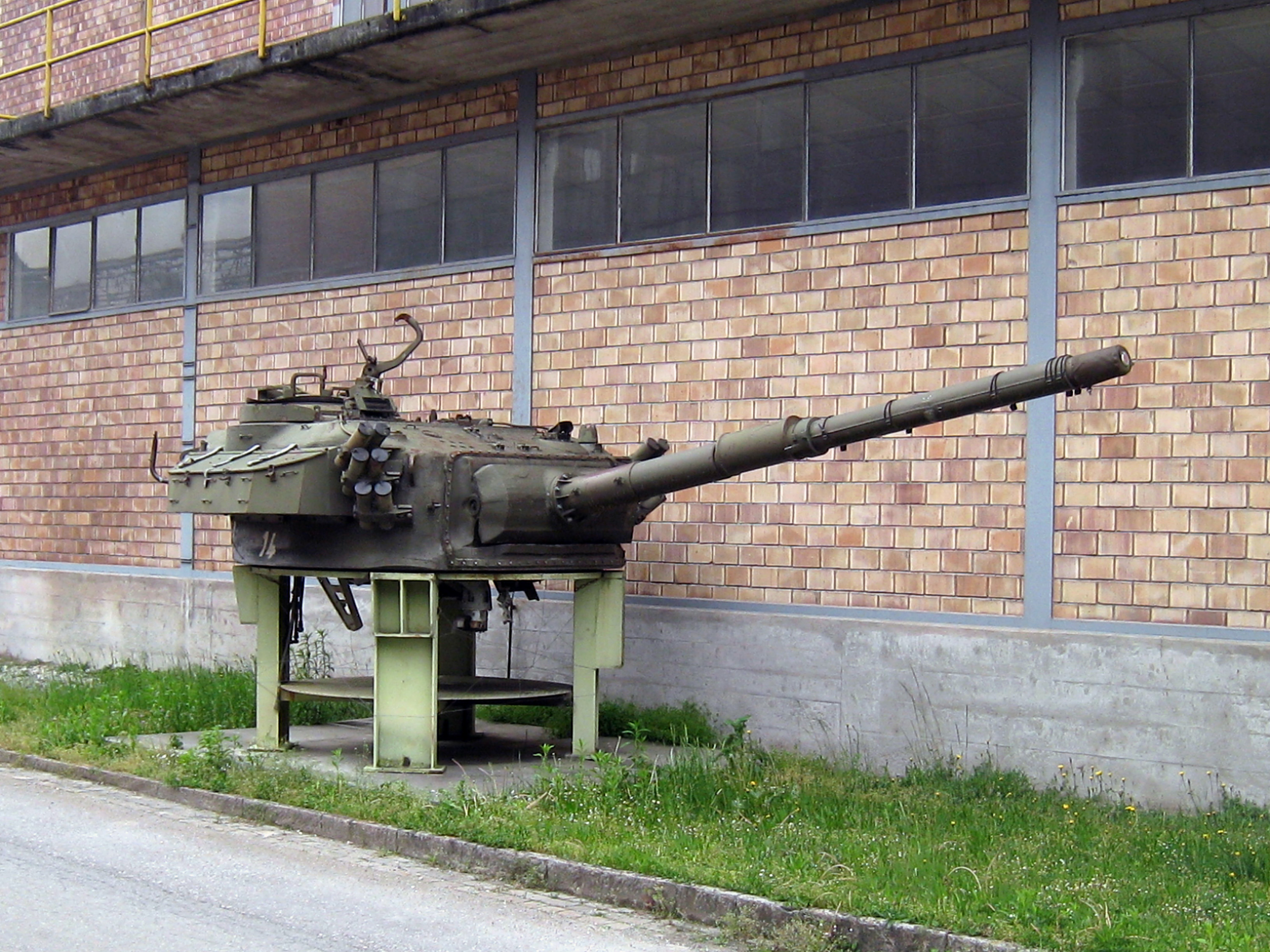
Royal Ordnance L7 im Schweizerischen Militärmuseum Full

Die Royal Ordnance L7 ist eine britische Kampfwagenkanone im Kaliber 105 mm. Das Design und die Leistungen der Waffe erwiesen sich als so erfolgreich, dass sie in vielen westlichen Panzermodellen eingesetzt wurde. Die Royal Ordnance Factories entwickelten die Waffe, um die veraltete 20-Pfünder-Kanone zu ersetzen. Sie ist eine der meistgenutzten Kanonen in Fahrzeugen weltweit. Insgesamt wurden etwa 20.000 Exemplare hergestellt.

## Entwicklungsgeschichte

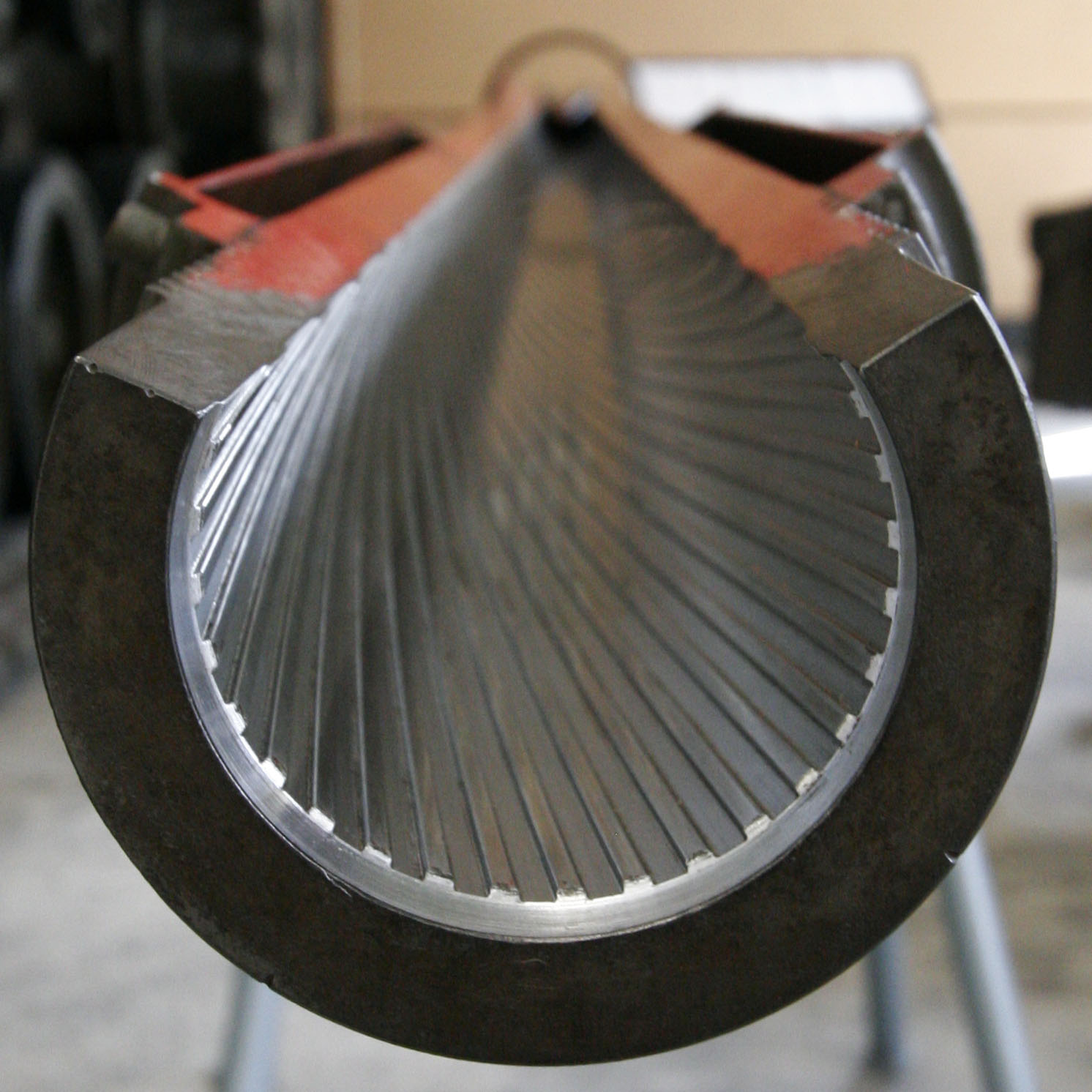
Aufgeschnittenes Rohr

Den Anstoß zur Entwicklung einer neuen Kanone für Kampfpanzer gab der Volksaufstand in Ungarn 1956. Während der Kämpfe mit den sowjetischen Truppen gelang es den Aufständischen, einen erbeuteten T-54 auf das Gelände der britischen Botschaft zu fahren. Dort konnte er von britischen Experten untersucht werden. Die Untersuchungen ergaben, dass die zu dieser Zeit im Centurion Mk 3 genutzte Kanone im Kaliber 83,4-mm nicht in der Lage war, die Panzerung des neuen sowjetischen Panzers zu durchschlagen. Gleichzeitig wies die 100-mm-Kanone D-10T des T-54 hervorragende Leistungen auf. Aufgrund dieser Erkenntnisse wurde beschlossen, eine 105-mm-Kanone zu entwickeln, welche die starke Frontpanzerung des T-54 durchschlagen und in die Rohrwiege der Centurions montiert werden konnte, um die noch im Dienst stehenden Panzer dieser Generation mit geringen Kosten einer Kampfwertsteigerung zu unterziehen.
Der erste Panzer, der 1959 mit der Kanone ausgerüstet wurde, war der Centurion Mk 5. In den folgenden Jahren erhielten viele westliche Panzer die Kanone, darunter der Leopard 1 und der M60. Noch während des Zweiten Golfkriegs konnten M60 des United States Marine Corps damit mehrere irakische Panzer vom Typ T-72 zerstören.
Die L7 ist heute durch die Weiterentwicklung der Waffentechnik in Richtung der Glattrohrkanone veraltet. Bei den meisten modernen westlichen Kampfpanzern wurde sie durch die 120-mm-Glattrohrkanone von Rheinmetall ersetzt, die ursprünglich für den Leopard 2 entwickelt wurde. Diese ersetzte im Rahmen von Kampfwertsteigerungen wie beim M1A1 Abrams die L7 oder bekam bei neuen Projekten gleich den Vorzug.

## Technik

### Funktionsweise
Die L7 ist eine gezogene Kanone mit einer Länge von 52 Kalibern. Der Verschluss ist ein halbautomatischer Querkeilverschluss, der nach rechts öffnet. Die Patrone wird elektrisch gezündet. Der Rücklauf der Waffe nach dem Schuss beträgt etwa 290 mm. Die Kanone ist mit einem Rauchabsauger ausgestattet und bei den meisten Panzern mit einer Wärmeschutzhülle ummantelt. Der Einsatz der Waffe auf Schiffen und in Küstenverteidigungsanlagen war geplant, wurde aber nicht realisiert.

### Munition

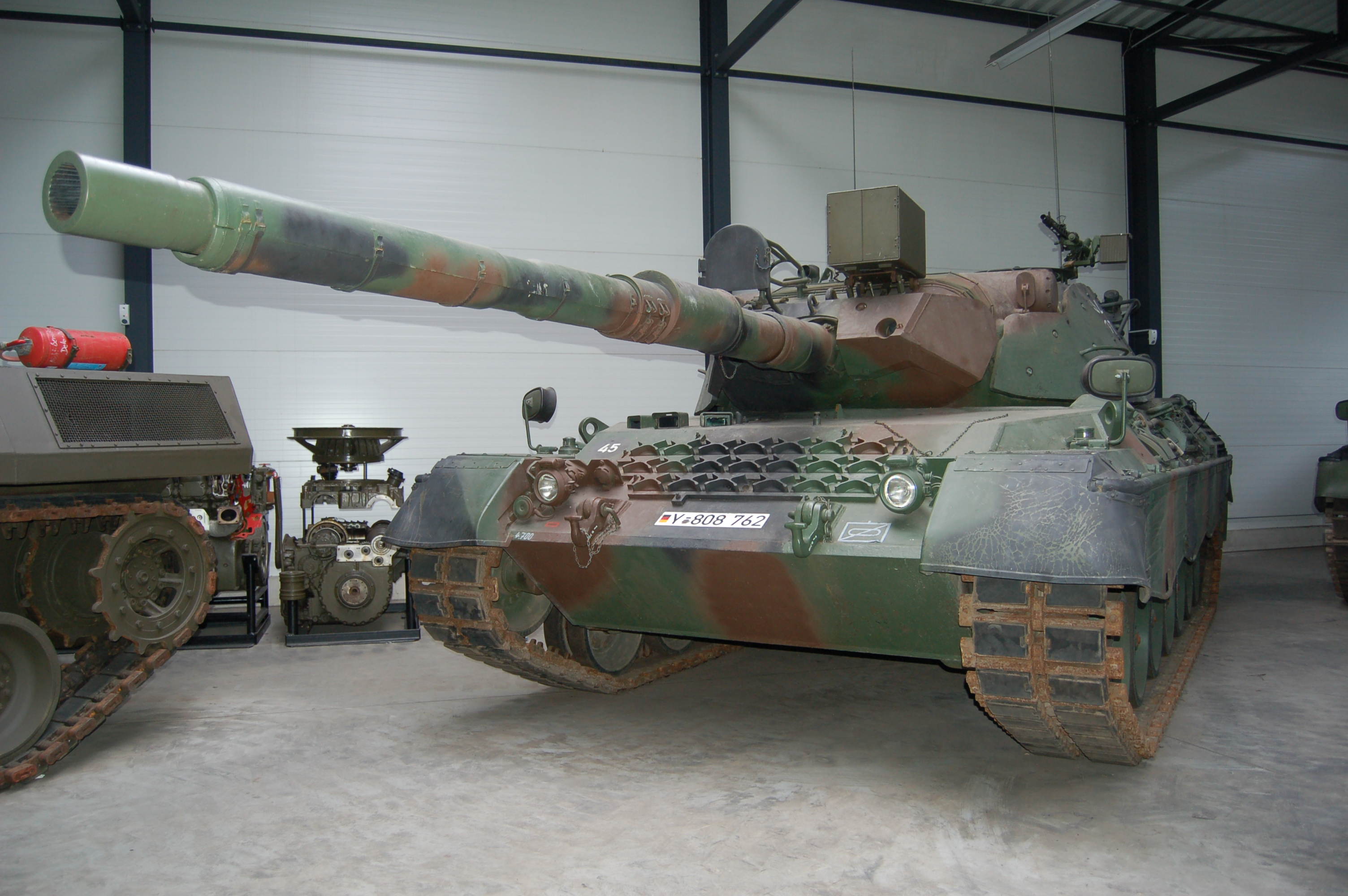
Die L7A3 bei einem Leopard 1 A1A4

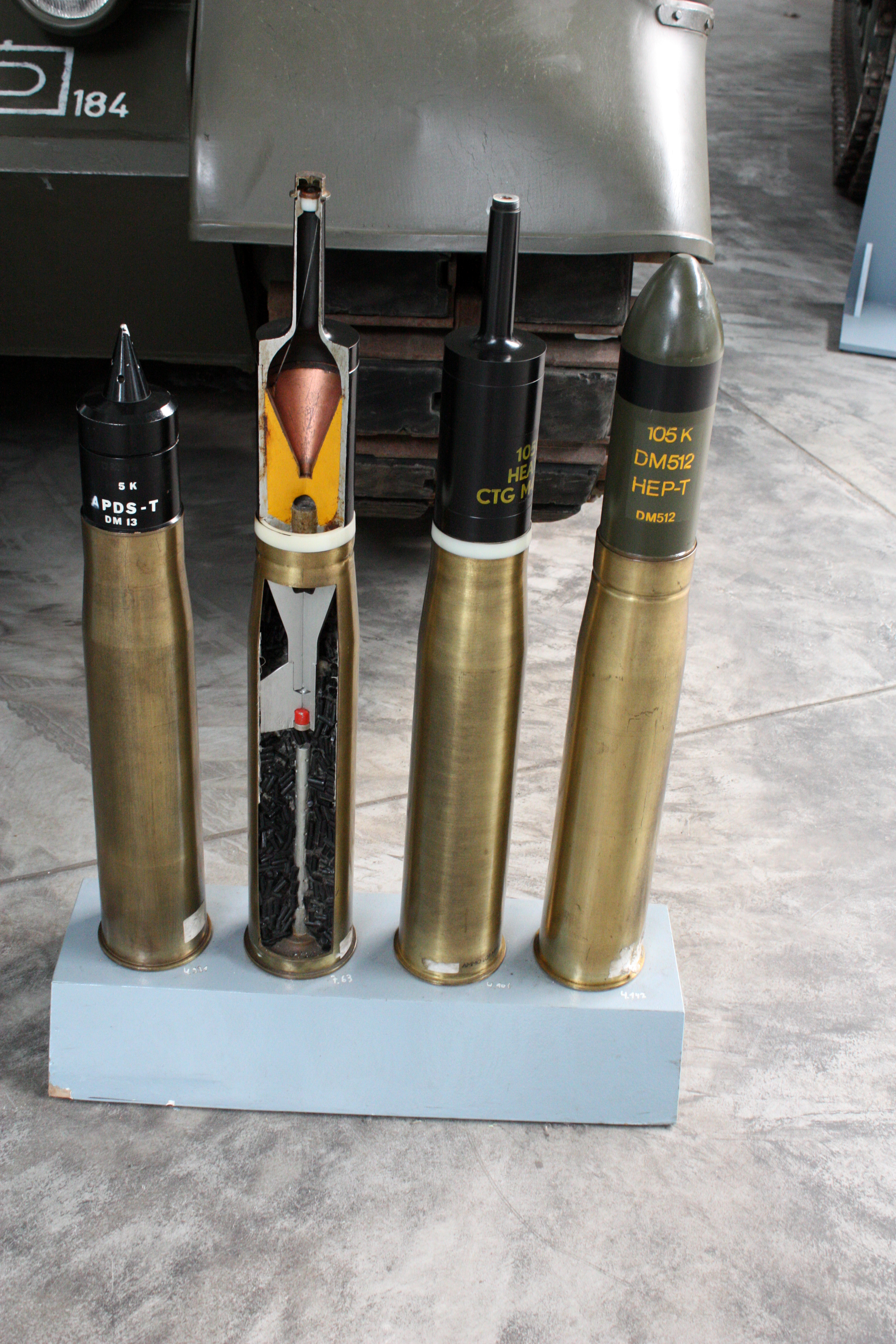
Die Munitionsarten APDS, HEAT und das Quetschkopfgeschoss HESH/HEP

- APDS (Armour-Piercing Discarding Sabot): Ein unterkalibriges Wuchtgeschoss, das durch seine kinetische Energie wirkt. Dabei wird ein Penetrator aus abgereichertem Uran (wie in der US-Armee) oder gesintertem Wolframcarbid (beispielsweise bei der Bundeswehr) genutzt, dessen hohes spezifisches Gewicht die Energie pro Fläche gegenüber Stahl nochmals erhöht. Die Abdichtung des im Durchmesser kleineren Geschosses gegenüber dem Rohr übernimmt der Treibkäfig (heute aus kohlenstofffaserverstärktem Kunststoff), der sich nach dem Austritt aus dem Lauf durch den erhöhten Luftwiderstand ablöst. Treibspiegel sind unbeabsichtigt ebenfalls Geschosse und erzeugen eine Gefahrenzone bis 200 m vor der Mündung.
- APERS-T (Anti Personell – Tracer): Ein Splittergeschoss zur Bekämpfung von Infanterie.
- APFSDS (Armour Piercing Fin Stabilized Discarding Sabot): Ähnlich dem APDS-Geschoss, jedoch ist der Penetrator länger und wird durch ein Heckleitwerk statt durch Drall stabilisiert.
- HE (High Explosive): Ein Sprenggeschoss mit Splitterwirkung.
- HEAT (High Explosive Anti Tank): Ein Hohlladungsgeschoss zur Abwehr feindlicher Panzerfahrzeuge. Aufgrund der Gasschlagwirkung kann es anders als APDS und APFSDS auch gegen ungepanzerte Fahrzeuge, Gebäudestrukturen und Infanterie verwendet werden.
- HESH (High Explosive Squash Head), auch bekannt als HEP – (high explosive plastic): Ein Sprenggeschoss, das die Panzerung feindlicher Kampfpanzer nicht notwendigerweise durchschlagen, sondern Schockwellen in ihr auslösen soll, die an der Innenseite Splitter ablösen und die Besatzung verletzen oder töten beziehungsweise wichtige Komponenten zerstören kann. Die Funktion wird durch den Drall (Aufpilzen der Sprengmasse zwischen Aufschlag und Zündung) begünstigt. Schwache Panzerungen werden komplett durchschlagen. Aufgrund der starken Gasschlagwirkung wird HESH auch oft gegen ungepanzerte Fahrzeuge, Gebäudestrukturen und Infanterie verwendet. Treffer in das Fahrwerk eines Kampfpanzers (zum Beispiel auf ein Laufrad) immobilisieren ihn zuverlässig. Die Geschosswand muss für die Funktion dünn gehalten werden, so dass das Geschoss im Rohr geringere Beschleunigungen erträgt und deshalb nur relativ geringe Mündungsgeschwindigkeiten (750 bis 900 m/s) erreichen kann.
- Phosphormunition: Brandmunition zum Einsatz gegen Infanterie, aber auch, um Gegnern durch Einschläge nahe ihrer Position die Sicht zu nehmen. Aufgrund der Hitze des brennenden Phosphors werden auch Wärmebildkameras behindert. Die Wärmeabstrahlung und das schwache sichtbare Licht können jedoch als Hintergrundbeleuchtung auch die eigenen Nachtsichtmöglichkeiten verbessern.

### Technische Daten
| Bezeichnung           | Royal Ordnance 105 mm L7 tank gun |
| --------------------- | --------------------------------- |
| Kaliber:              | 105 mm                            |
| Länge:                | 5588 mm                           |
| Gewicht:              | 1287 kg                           |
| Kadenz:               | 10 Schuss/Minute                  |
| effektive Reichweite: | 1800 m mit APDS                   |
| Lebensdauer:          | 200 Schuss mit APDS               |

## Varianten
- L7A1

Die Standardvariante.
- L7A3

Die Variante der Bundeswehr für den Einsatz auf dem Leopard 1. Das Bodenstück wurde an der Oberseite abgeschrägt, sodass die Waffe bei minimaler Rohrerhöhung von −9° nicht mit dem Turmdach kollidiert.
- L74

Schwedische Variante mit 61 Kaliberlängen zum Einsatz auf dem Stridsvagn 103.
- M68

US-Variante für den M60 mit der Bezeichnung M68. Der Verschluss wurde durch einen Fallkeilverschluss ersetzt und das Design des Rauchabsaugers wich vom Original ab. Diese Variante wurde auch auf dem M1 Abrams eingesetzt. Die Version M68A1E4 kommt im M1128 Stryker MGS zum Einsatz.
- KM68A1

Koreanische Lizenzproduktion der M68. Sie kam in koreanischen Versionen des M48 zum Einsatz.
- Type 79/81/83/83A

Chinesische Kopien der L7.
- FM K.4 Modelo 1L

Argentinische Lizenzproduktionen zum Einsatz auf dem Tanque Argentino Mediano.

## Einsatz
- Centurion (Panzer)
- EE-T1 Osório
- Leopard 1
- M1 Abrams

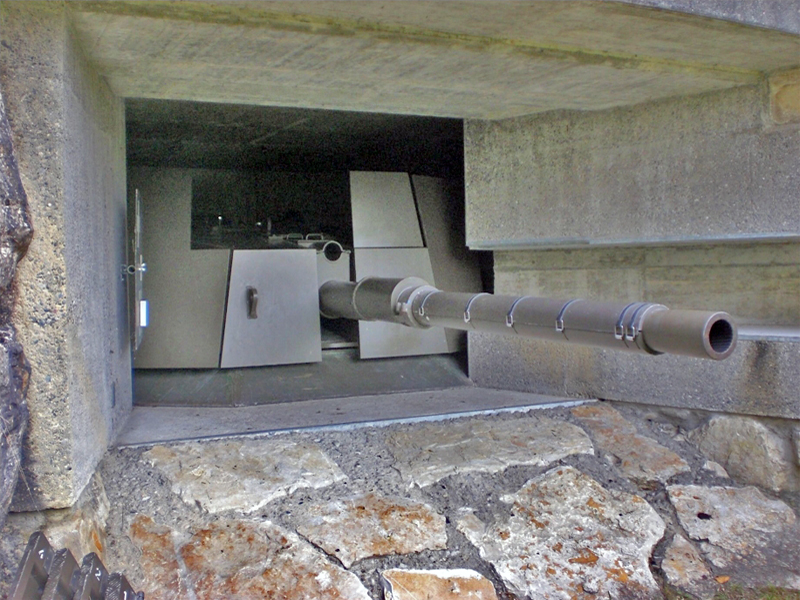
Verbunkerte Panzerabwehrstellung mit L7

- M47 in einigen kampfwertgesteigerten Varianten (beispielsweise M47E1 und M47E2)
- M48 in einigen kampfwertgesteigerten Varianten (M48A5)
- K1 Typ 88
- M60
- Merkava I und II
- OF-40
- Panzer 61 und Panzer 68
- Safir-74
- Stridsvagn 103
- Stryker Armored Vehicle MGS
- T-55 in einigen kampfwertgesteigerten Varianten (zum Beispiel ägyptische Exemplare)
- Tanque Argentino Mediano
- Typ 74
- Type 59
- Type 69
- Type 80
- Vijayanta
- Vickers MBT
- Centi Bunker